# Hồ Ngọc Đình
Hồ Ngọc Đình (tiếng Trung giản thể: 胡玉亭, bính âm Hán ngữ: Hú Yùtíng, sinh tháng 7 năm 1964, người Hán) là chính trị gia nước Cộng hòa Nhân dân Trung Hoa. Ông là Ủy viên Ủy ban Trung ương Đảng Cộng sản Trung Quốc khóa XX, hiện là Phó Bí thư Tỉnh ủy, Tỉnh trưởng Cát Lâm. Ông từng là Phó Bí thư chuyên chức Tỉnh ủy Liêu Ninh, Bí thư Thành ủy Đại Liên; Thường vụ Tỉnh ủy, Phó Tỉnh trưởng thường vụ Chính phủ Sơn Tây; Tổng thư ký Tỉnh ủy Sơn Tây.
Hồ Ngọc Đình là đảng viên Đảng Cộng sản Trung Quốc, học vị Cử nhân Luyện kim, Thạc sĩ Kỹ thuật, Thạc sĩ Điều hành cao cấp. Ông có sự nghiệp thời gian dài phụ trách kỹ thuật trong doanh nghiệp nhà nước trước khi bước vào chính trường Trung Quốc.

## Xuất thân và giáo dục
Hồ Ngọc Đình sinh tháng 7 năm 1964 tại huyện Ngũ Đài, thuộc địa cấp thị Hãn Châu, tỉnh Sơn Tây, Cộng hòa Nhân dân Trung Hoa. Ông lớn lên và tốt nghiệp cao trung ở Ngũ Đài, đến tháng 9 năm 1982 thì thi cao khảo và đỗ Học viện Cương Thiết Bắc Kinh – nay là Đại học Khoa học Kỹ thuật Bắc Kinh, tới thu đô nhập học hệ luyện kim và tốt nghiệp Cử nhân chuyên ngành Luyện kim cương thiết vào tháng 8 năm 1986, đồng thời được kết nạp Đảng Cộng sản Trung Quốc vào thời điểm tốt nghiệp. Tháng 5 năm 2000, trong quá trình công tác, ông tới thủ phủ Tây An để theo học cao học tại chức hệ kỹ thuật thông tin và điện tử tại Đại học Giao thông Tây An, nhận bằng Thạc sĩ Kỹ thuật vào tháng 12 năm 2004. Vào thời điểm còn đang học chương trình ở Tây An, Hồ Ngọc Đình cũng tham gia một chương trình cao học khác chuyên ngành quản trị kinh doanh dành cho nhà quản lý cấp cao ở Học viện Quản lý của Đại học Bắc Kinh từ tháng 9 năm 2003, rồi đến tháng 5 năm 2006 thì nhận tấm bằng Thạc sĩ thứ hai về Điều hành cao cấp (ENBA).

## Sự nghiệp

### Cương Thiết Thái Nguyên
Tháng 8 năm 1986, sau khi tốt nghiệp trường ở Bắc Kinh, Hồ Ngọc Đình trở về Sơn Tây, được Công ty Cương Thiết Thái Nguyên – doanh nghiệp nhà nước, nhận vào làm Ban trưởng công đoạn Nấu luyện của Xưởng Luyện thép thứ 3. Tháng 9 năm 1989, ông được chuyển sang Phóng Khoa học Kỹ thuật của xưởng làm Phó Khoa trưởng, Kỹ thuật viên, rồi Khoa trưởng Khoa Luyện thép sau đó 5 năm khi mà công ty được cải tổ thành Tập đoàn Cương Thiết Thái Nguyên đầu năm 1996. Giữa năm này, ông nhậm chức Khoa trưởng Khoa Thép không gỉ, sau đó 2 năm thì chuyển sang bộ phận nghiên cứu làm Phó Sảnh trưởng Sảnh nghiên cứu Thép của tập đoàn. Tháng 9 năm 1989, ông được điều tới Công ty Thép không gỉ, tức công ty con của tập đoàn làm Xưởng trưởng Xưởng Luyện thép, dần dần được phân công là Phó Tổng công trình sư, Tổng Công trình sư của tập đoàn lần lượt vào cuối năm 2000, đầu năm 2002. Tháng 5 năm 2008, Hồ Ngọc Đình được bầu vào Ủy ban Thường vụ Đảng ủy Cương Thiết Thái Nguyên, nhậm chức Phó Chủ tịch, Tổng giám đốc của tập đoàn, giữ chức vụ này đến giữa năm 2011 và có tổng cộng 25 năm công tác ở doanh nghiệp này. Ở Cương Thiết Thái Nguyên, với việc là người đứng đầu về mặt kỹ thuật, công nghệ sản xuất thép, ông thuộc diện chuyên gia kỹ thuật được hưởng phụ cấp đặc biệt của Quốc vụ viện, là nhân tuyển cho "Dự án trăm nghìn vạn nhân tài" cấp quốc gia, chuyên gia của tỉnh Sơn Tây.

### Chính trường
Tháng 7 năm 2011, Hồ Ngọc Đình bước vào chính trường khi được điều chuyển tới địa cấp thị Đại Đồng của Sơn Tây, chỉ định vào Ủy ban Thường vụ Thị ủy, nhậm chức Phó Thị trưởng Đại Đồng, cấp chính sảnh. Sau đó nửa năm, ông được điều lên Chính phủ Nhân dân tỉnh Sơn Tây, phân công là Bí thư Đảng tổ Ủy ban Tin tức hóa và Kinh tế Sơn Tây, và là Chủ nhiệm Ủy ban này sau đó 2 tháng. Tháng 7 năm 2013, ông tiếp tục được điều về địa cấp thị Tấn Trung mặt phía Đông thủ phủ Thái Nguyên, vào Ủy ban Thường vụ Thị ủy nhậm chức Phó Bí thư Thị ủy, được bổ nhiệm làm Thị trưởng Tấn Trung, rồi Bí thư Thị ủy từ tháng 7 năm 2016. Tháng 1 năm 2018, ông được bầu vào Ủy ban Thường vụ Tỉnh ủy Sơn Tây, phân công làm Tổng thư ký Tỉnh ủy kiêm Bí thư Ủy ban Công tác cơ quan trực thuộc Tỉnh ủy. Ở vị trí này, ông còn kiêm nhiệm thêm các chức vụ của Tỉnh ủy là Chủ nhiệm Văn phòng Cải cách Tỉnh ủy, Chủ nhiệm Văn phòng An ninh Quốc gia Sơn Tây, đồng thời ứng cử và trúng cử là đại biểu của Đại hội Đại biểu Nhân dân toàn quốc khóa XIII nhiệm kỳ 2018–23. Đến tháng 4 năm 2019, ông được chuyển sang Chính phủ Sơn Tây làm Phó Bí thư Đảng tổ, Phó Tỉnh trưởng thường vụ Sơn Tây.
Tháng 6 năm 2021, Hồ Ngọc Đình được điều tới tỉnh Liêu Ninh, được chỉ thị vào Ủy ban Thường vụ Tỉnh ủy, điều về thành phố Đại Liên và nhậm chức Bí thư Thành ủy kiêm Bí thư thứ Nhất Đảng ủy Phân Quân khu Đại Liên. Tháng 10 năm 2021, ông được bầu là Phó Bí thư chuyên chức Tỉnh ủy Liêu Ninh, rồi đại biểu của Liêu Ninh dự Đại hội Đảng Cộng sản Trung Quốc lần thứ XX vào cuối năm 2022. Trong quá trình bầu cử tại đại hội, ông được bầu là Ủy viên Ủy ban Trung ương Đảng Cộng sản Trung Quốc khóa XX. Ngày 1 tháng 4, Hồ Ngọc Đình được điều tới tỉnh Cát Lâm, chỉ định làm Phó Bí thư Tỉnh ủy, sau đó 1 ngày thì được bầu làm Tỉnh trưởng Cát Lâm, kế nhiệm Hàn Tuấn.